# Diego Mendoza
Diego Roberto Mendoza (Madariaga, 30 settembre 1992) è un ex calciatore argentino, di ruolo attaccante.

## Caratteristiche tecniche
Gioca come punta centrale.